# Европейская правда
Европейская правда (ЕП; укр. Європейська правда, ЄП) — украинское интернет-издание, посвященная Европе, НАТО и реформам на Украине. Сайт «ЕП» был запущен в начале июня 2014 года. Издание создано журналистами и ведется Сергеем Сидоренко и Юрием Панченко.

## История
Идея создания «Европейской правды» принадлежит журналистам Сергею Сидоренко и Юрию Панченко, потерявшим работу после закрытия газеты «КоммерсантЪ-Украина».
Планировалось, что «Европейская правда» станет подразделением «Украинской правды», но проект стал самостоятельным и есть только партнером «Украинской правды».
Сайт был запущен в начале июня 2014 года.
21 января 2022 года издание официально запустило англоязычную версию.

## Финансирование
Проект финансируется при поддержке международных доноров при условии, что они не вмешиваются в редакционную политику. Финансовую поддержку «Европейской правде» оказали Европейский фонд поддержки демократии, Международный фонд «Возрождение», Совет Европы и Отдел общественной дипломатии НАТО (PDD).
С июня 2016 года «Европейскую правду» софинансирует Европейский союз. Частичное софинансирование обеспечивается за счет PDD НАТО и доходов от рекламы. С 2018 года содонором проекта также является Национальный фонд в поддержку демократии (NED), финансируемый из бюджета Конгресса США.
По словам редактора «Европейской правды» Сергея Сидоренко, по состоянию на февраль 2021 года «ЕП» является некоммерческой организацией.

## Рейтинг
Согласно опросу 103 экспертов в 2021 году, интернет-издание освещало внешнеполитические вопросы среди украинских СМИ наилучшим образом.
В декабре 2021 года Сергей Сидоренко стал лауреатом Национальной премии «Высокие стандарты журналистики — 2021» в номинации «За устойчивый, качественный медиапроект/продукт».